# Gusum
Gusum – miejscowość (tätort) w Szwecji, w regionie administracyjnym (län) Östergötland, w gminie Valdemarsvik.
Według danych Szwedzkiego Urzędu Statystycznego liczba ludności wyniosła: 1149 (31 grudnia 2015), 1182 (31 grudnia 2018) i 1184 (31 grudnia 2019).